# Gerhard Binsch
Gerhard Binsch (* 7. Oktober 1934 in Stuttgart; † 16. März 1993 in München) war ein deutscher Chemiker (Theoretische Chemie, Organische Chemie) und Hochschullehrer an der Ludwig-Maximilians-Universität München.
Binsch wurde 1963 an der Universität München promoviert (Dissertation: 1,2-Cycloadditionen der Ketocarbene). Danach war er bis 1965 Post-Doktorand von John D. Roberts am Caltech und 1965/66 bei Edgar Heilbronner an der ETH Zürich. 1966 wurde er Assistant Professor und 1969 Associate Professor an der University of Notre Dame. 1968 erhielt er ein Forschungsstipendium der Alfred P. Sloan Foundation (Sloan Research Fellowship). Ab 1972 war er ordentlicher Professor für Theoretische und Organische Chemie an der Universität München.
Er befasste sich mit Aromatizität und Kernresonanzspektroskopie (NMR). Mit Ernest Eliel und Horst Kessler führte er 1971 den Begriff Topomerisierung und Topomer ein.